# Ioachim Moga
Ioachim Moga (n. 14 martie 1926, comuna Cinciș-Cerna – d. 2 decembrie 2007, Cluj) a fost un om politic comunist român, care a îndeplinit funcția de prim-secretar al Comitetului Județean al PCR Cluj (1983-1989). Ioachim Moga a fost deputat în Marea Adunare Națională în sesiunile din perioada 1969 - 1989, membru de partid din 1946

## Biografie
Ioachim Moga s-a născut la data de 14 martie 1926, în satul Dealu Mic din comuna Cinciș-Cerna (județul Hunedoara), în zona lacului Cinciș, fiind fiul lui Andrei și Adela Moga. Până la vârsta de 20 ani a practicat meseria de zidar, la Combinatul Siderurgic din Hunedoara.
În anul 1950 a absolvit Școala de partid și s-a întors în combinat cu funcții în organizația PCR și la serviciul cadre. A îndeplinit apoi funcțiile de secretar de partid pe raionul Hațeg, apoi a lucrat la "cadre" la Mina Ghelari și în alte funcții de același rang, ulterior fiind numit secretar II la raionul Hunedoara (iulie 1957 - noiembrie 1965) și secretar al Comitetului Regional de Partid Hunedoara (noiembrie 1965 - februarie 1968).
După înființarea județelor în urma reorganizării administrativ-teritoriale din februarie 1968, Ioachim Moga a fost numit în funcția de prim-secretar al Comitetului Județean al PCR Hunedoara. În perioada cât a fost prim-secretar la Hunedoara, a absolvit liceul la București și apoi Facultatea de Istorie și Filozofie din cadrul Universității Babeș-Bolyai din Cluj. În august 1969 a fost ales ca membru al Comitetului Central al PCR, precum și deputat în Marea Adunare Națională (din martie 1959), fiind reales în ambele funcții până în decembrie 1989.
La data de 26 ianuarie 1977 Ioachim Moga a fost mutat la București, fiind numit în funcția de prim-vicepreședinte al Consiliului Organizării Economico-Sociale (cu rang de ministru secretar de stat). A îndeplinit această funcție până la data de 29 martie 1980. A fost numit apoi președinte al Central COOP, centrala cooperației meșteșugărești (1980-1983).
Prin decretul nr. 95 din 7 mai 1981, Ioachim Moga a fost decorat cu ordinul Tudor Vladimirescu clasa a II-a.
În anul 1983 a fost numit în funcția de prim-secretar al Comitetului Județean al PCR Cluj, îndeplinind și funcția de președinte al Consiliului Popular Județean Cluj, înlocuindu-l în această funcție pe Ștefan Mocuța. În această calitate, în decembrie 1989, a fost implicat în reprimarea manifestațiilor anticomuniste de la Cluj.
După Revoluție s-a pensionat, în condițiile în care soția sa nu avea nici un venit. În perioada 20 februarie - 13 august 1990 s-a aflat în detenție preventivă, fiind inculpat în dosarul Revoluției de la Cluj din decembrie 1989. A fost eliberat din închisoare, deoarece a făcut un atac cerebral în perioada arestului.
În perioada următoare Ioachim Moga s-a retras definitiv din viața publică și a locuit în satul natal Cinciș-Cerna din județul Hunedoara, ocupându-se cu agricultura. Era bolnav de inimă și a fost internat de mai multe ori în spital înainte de pronunțarea sentinței definitive în dosarul Revoluției de la Cluj.

## Judecat în Dosarul Revoluției de la Cluj
În anul 1990 a fost deschis un dosar penal în care au fost învinuiți prim-secretarul de partid Ioachim Moga, generalul Iulian Topliceanu, comandant al Armatei a IV-a Transilvania, generalul Ioan Șerbănoiu, comandant al Inspectoratului Județean al Ministerului de Interne, Constantin Nicolae, membru al Comitetului Politic Executiv, maiorul Valeriu Burtea și căpitanul Ilie Dicu.
În urma investigațiilor, cei învinuiți au fost scoși de sub urmărire penală, judecătorii stabilind că militarii au acționat în baza ordinelor primite de la Nicolae Ceaușescu și de la ministrul Apărării, generalul Vasile Milea, fapt care i-ar fi absolvit de vină. De asemenea, s-a susținut că deschiderea focului a fost provocată de manifestările violente ale civililor.
În anul 1997 procurorii militari de la Parchetul General au reluat anchetarea evenimentelor de la Cluj. Ca urmare, la data de 15 mai 1998, cei șase inculpați au fost trimiși în judecată pentru uciderea a 26 de revoluționari și rănirea altor 52, fiind acuzați de omor calificat și instigare la omor deosebit de grav. Ioachim Moga a fost dat în judecată pentru reprimarea manifestațiilor de la Cluj din decembrie 1989, soldată cu uciderea a 26 de persoane și rănirea altor 52.
La data de 9 aprilie 2003 s-a pronunțat prima sentință în dosarul uciderii manifestanților anticomuniști de la Cluj din decembrie 1989. Faptele comise de Iulian Topliceanu au fost prescrise, dar cei 52 de revoluționari nemulțumiți de sentință au formulat recurs. De asemenea, au formulat recurs și patru inculpați, printre care și generalul Iulian Topliceanu, nemulțumiți de faptul că în condițiile în care ei se consideră nevinovați, magistrații au apreciat că faptele lor s-au prescris și cerând achitarea lor.
În ședința publică din 23 mai 2005, Înalta Curte de Casație și Justiție, Secția Penală, l-a condamnat pe Ioachim Moga pentru reprimarea manifestanților de la Cluj la următoarele pedepse :
- 8 ani închisoare și 5 ani interzicerea drepturilor prevăzute de art.64 lit.a și b Cod penal, pentru instigare la infracțiunea de omor deosebit de grav, prevăzută de art.25 raportat la art.174 alin.1, art.175 lit.e, art.176 lit.b, cu aplicarea art.75 lit.a, art.74, 76 și art.13 din Codul penal;
- 5 ani închisoare și 2 ani interzicerea drepturilor prevăzute de art.64 lit.a și b Cod penal, pentru instigare la tentativa de omor deosebit de grav, prevăzută de art.25 raportat la art.20, art.174 alin.1, art.175 lit.e, art.176 lit.b, cu aplicarea art.75 lit.a, art.74, art.76 și art.13 din Codul penal.

În baza art.33 lit.a, b și art.34 lit.b Cod penal, Înalta Curte a contopit pedepsele în cea mai grea, urmând ca inculpatul să execute 8 ani de închisoare, 5 ani interzicerea drepturilor prevăzute de art.64 lit.a și b Cod penal, cu aplicarea art.71 din același cod. I s-a dedus perioada de detenție preventivă din anul 1990. De asemenea, a fost condamnat să plătească importante sume de bani ca daune materiale și morale. Sentința este cu drept de recurs.
La data de 20 martie 2006, Înalta Curte de Casație de Justiție a dat sentința finală în procesul privindu-i pe cei implicați în reprimarea revoluției, la Cluj. Instanța a respins recursul acuzaților, emițând mandat de executare a pedepselor pe numele lui Ioachim Moga, condamnat la opt ani de închisoare . La scurt timp după pronunțarea sentinței, avocații săi au cerut instanței și au obținut amânarea executării pedepsei cu un an, din motive medicale. După expirarea termenului, în iunie 2007, avocații au reușit să obțină o prelungire de încă un an și jumătate, adică până în decembrie 2008, invocând tot motive medicale.
Fostul prim-secretar PCR al județului Cluj, Ioachim Moga, a încetat din viață la 2 decembrie 2007, în urma unor complicații la inimă, la Spitalul Municipal din Cluj. A fost înmormântat în cimitirul ortodox din Deva .

## Distincții
- Ordinul Muncii clasa a III-a (30 decembrie 1957) „cu ocazia celei de a zecea aniversări a proclamării Republicii Populare Romîne și pentru merite deosebite în îndeplinirea sarcinilor date de Partidul Muncitoresc Romîn, pentru merite deosebite pe tărîmul construcției de stat, economice, sociale, culturale și obștești”[8]
- Ordinul „23 August” clasa a V-a (12 august 1959) „pentru merite deosebite în opera de construire a socialismului”[9]
- Ordinul „23 August” clasa a IV-a (25 decembrie 1967) „pentru merite deosebite în opera de construire a socialismului, cu prilejul celei de-a XX-a aniversări a proclamării Republicii”[10]
- Ordinul „Steaua Republicii Socialiste România” clasa a III-a (4 mai 1971) „cu prilejul aniversării a 50 de ani de la constituirea Partidului Comunist Român, [...] pentru merite deosebite în opera de construire a socialismului”[11]
- Ordinul „Tudor Vladimirescu” clasa a II-a (7 mai 1981) „pentru rezultatele obținute în îndeplinirea cincinalului 1976–1980, pentru contribuția deosebită adusă la înfăptuirea politicii Partidului Comunist Român de făurire a societății socialiste multilateral dezvoltate în patria noastră, cu prilejul aniversării a 60 de ani de la făurirea Partidului Comunist Român”[12]

## Citate
„După 47 de ani de muncă, dintre care aproape 17 ca prim-secretar județean de partid, nu meritam o asemenea soartă, indiferent ce aș fi făcut. (...) Pe cât s-a putut, în condițiile de atunci, eu am încercat să ajut. De exemplu, iarna, când nu era presiune la gaz, îi sunam pe directorii de la întreprinderile mari să oprească activitatea între anumite ore, să ajungă gazul și la oameni. Apoi, raportam oficial producții mai mici, în special la produsele alimentare, pentru a putea păstra ceva și pentru consumul local, altfel lua Bucureștiu' tot . ”—Ioachim Moga